# Стерлітамак – Уфа
Стерлітамак – Уфа – трубопровід для транспортування розсолу в Башкортостані, створений для забезпечення потреб хімічної промисловості.
В 1970-х роках на Уфімському хімічному заводі ввели в дію нове електролізне виробництво. З огляду на зростання потреби в сировині – хлориді натрію – у 1977-му спорудили розсолопровід Стерлітамак – Уфа, який міг транспортувати до 0,6 млн м3 розсолу на рік. Джерелом ресурсу був розсол, що надходив по трубопровідній системі Яр-Бішкадак – Стерлітамак, спорудженій у попередні десятиліття для обслуговування хімічних підприємств Стерлітамаку.
Є відомості, що розсолопровід Стерлітамак – Уфа мав довжину 141 кілометр, був виконаний в діаметрі 273 мм та розрахований на робочий тиск у 3,2 МПа.
В 2004-му Уфімський хімічний завод збанкрутував та припинив виробнцитво. Є відомості, що з 2006 року якимсь розсолопроводом Стерлітамак – Уфа володіє «Башкирська генеруюча компанія», що має в Уфі кілька ТЕЦ. Втім, розсолопровід не використовується на регулярній основі, так, в 2021-му зловмисники змогли викопати та викрасти 8 кілометрів труб.